# قطار شينكانسن الفئة 500
قطار شينكانسن الفئة 500 (بالإنجليزية: 500 Series Shinkansen)‏ هو أحد أنواع قطارات شينكانسن فائقة السرعة التي تشغلها شركة سكك حديد غرب اليابان. بدأت هذه القطارات العمل على خط توكايدو شينكانسن بين عامي 1997 و2010، ولا تزال تعمل على خط سانيو شينكانسن منذ عام 1997. صممت لتصل إلى سرعة قصوى تبلغ 320 كيلومترًا في الساعة (199 ميلًا في الساعة)، إلا أنها كانت تعمل بسرعة تشغيلية تصل إلى 300 كيلومتر في الساعة (186 ميلًا في الساعة). في عام 2010، أُوقفت هذه القطارات عن خدمة "نوزومي" الرئيسية، وخضعت لعمليات تجديد لتُستخدم في خدمة "كوداما [الإنجليزية]" التي تتوقف عند جميع المحطات بين شين-أوساكا وهاكاتا.

## التصميم
أشرف المصمم الألماني ألكساندر نيوميستر على وضع المفهوم العام للتصميم. تعتمد آلية التشغيل على نظام تعليق نشط يتم التحكم فيه بواسطة الكمبيوتر لضمان قيادة أكثر سلاسة وأمانًا. كما تم تزويد القطارات بمخمدات للتمايل بين العربات لتحسين الثبات. جميع العربات الست عشرة في كل مجموعة كانت ذاتية الدفع بالكامل، مما وفر قدرة قصوى تبلغ 18.24 ميغاواط (ما يعادل 24,460 حصانًا). بلغت تكلفة كل قطار حوالي 5 مليارات ين، ولم يتم تصنيع سوى تسع وحدات فقط.

## معرض صور

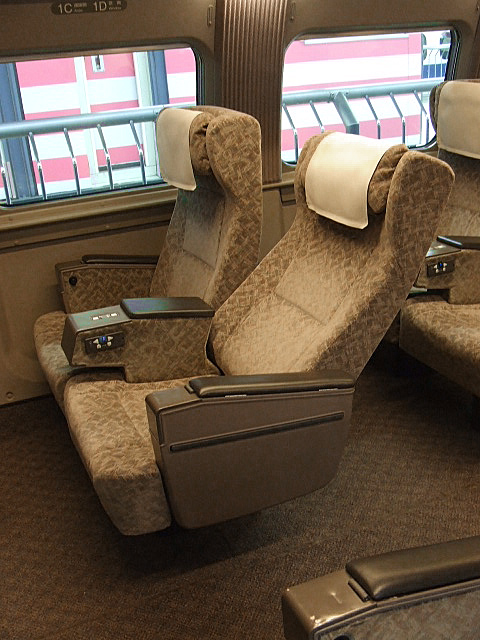
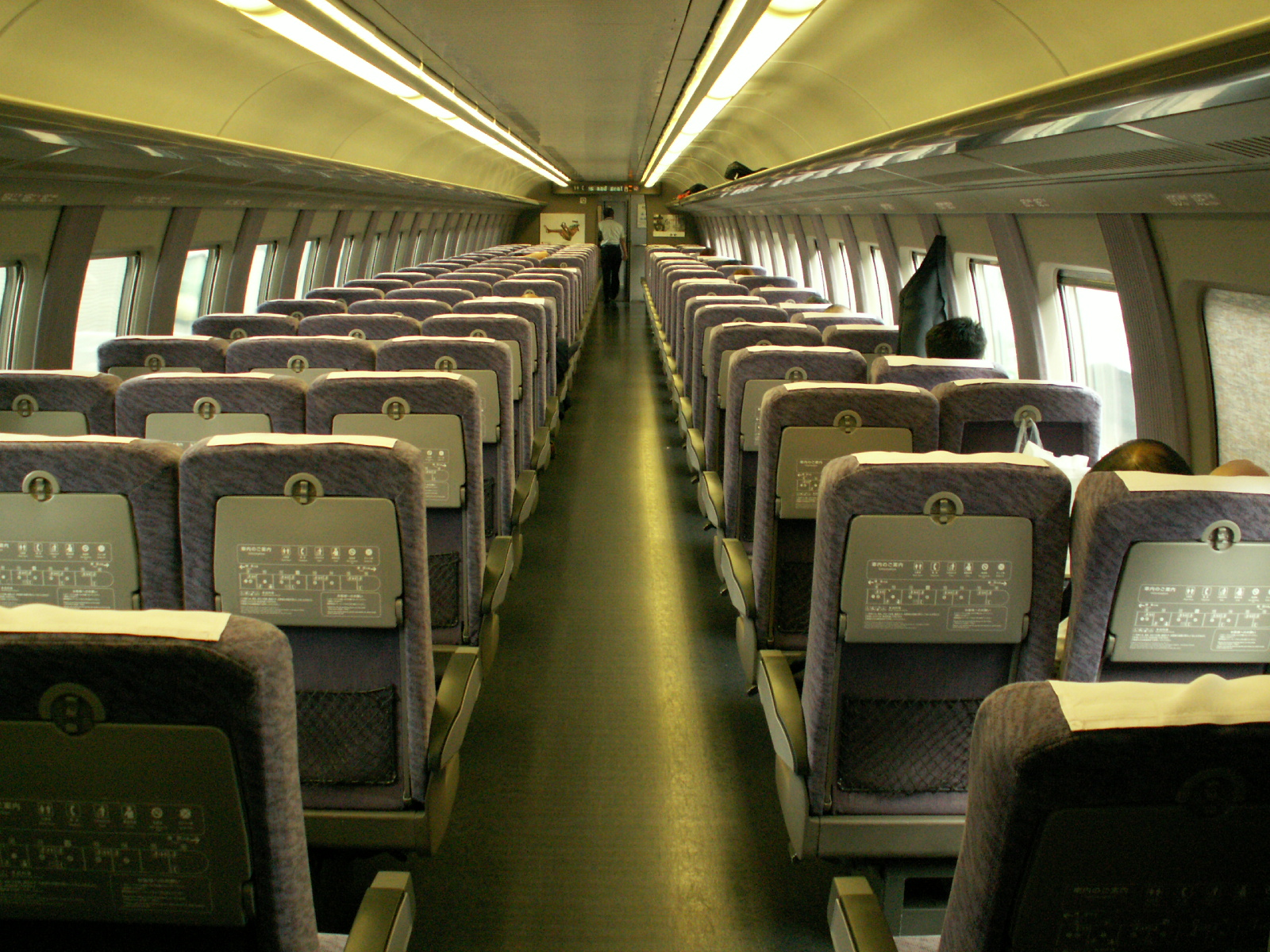
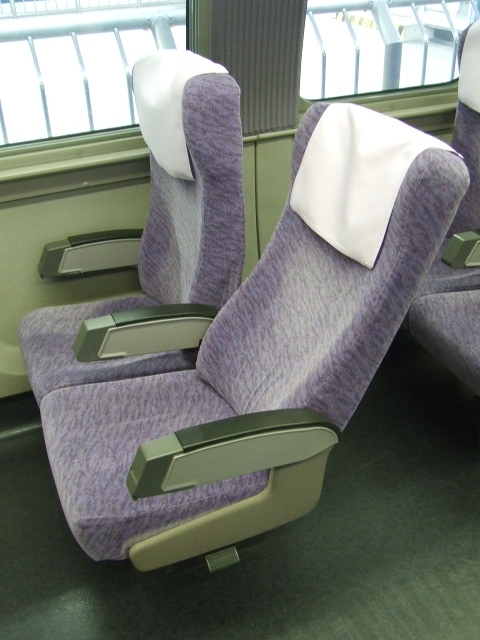
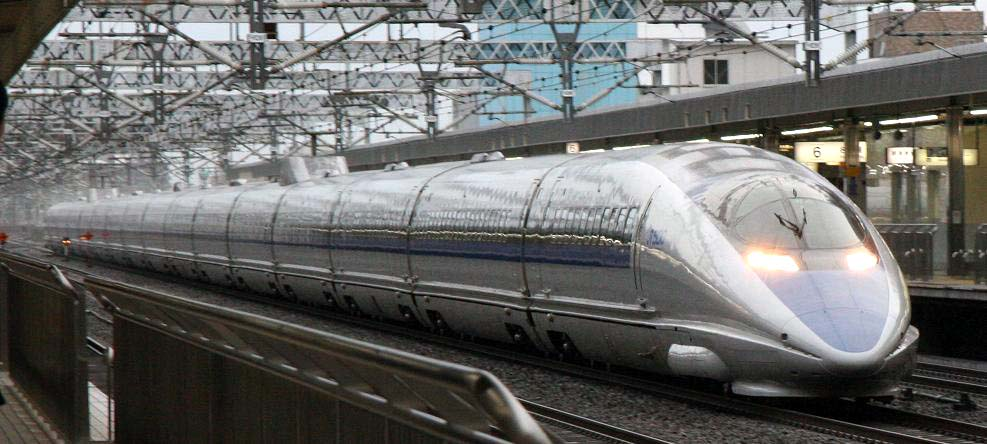